# Historien om en moder (film fra 1979)
 For alternative betydninger, se Historien om en moder (flertydig). (Se også artikler, som begynder med Historien om en moder (flertydig))
Historien om en moder (1979) er en dansk film bygget over eventyret af samme navn skrevet af H.C. Andersen.
- Manuskript Claus Weeke og Paul Gérauff.
- Instruktion Claus Weeke.

Blandt de medvirkende kan nævnes:
- Anna Karina
- Tove Maës
- Finn Nielsen
- Benny Hansen
- Judy Gringer
- Sanne Salomonsen
- Rita Angela
- Jørn Faurschou
- Gertie Jung